# سان سان ماو
سان سان ماو (برمه‌ای: စမ်းစမ်းမော်؛ زادهٔ یانگون) بازیکن فوتبال در پست مدافع اهل میانمار است. ماو همچنین در تیم ملی فوتبال زنان میانمار بازی کرده‌است. وی نخست بازی ملی خویش را در تاریخ ۱۲ ژوئیه ۲۰۰۹ در مرحله مقدماتی جام ملت‌های زنان آسیا در مقابل تیم ملی فوتبال زنان اردن انجام داده‌است. 